# 유메시마역
유메시마역(일본어: 夢洲駅, ゆめしまえき)은 일본 오사카부 오사카시 고노하나구에 있는 오사카시 고속 전기궤도의 철도역이다.

## 역 구조
섬식 승강장 1면 2선 지하역이다. 개찰은 B1층, 승강장은 B2층에 있다. 개찰구는 남쪽으로 있다. 출구는 1곳 있다..

### 승강장
| 번선 | 노선     | 목적지                                                          |
| ---- | -------- | --------------------------------------------------------------- |
| 1    | ■ 주오선 | 혼마치 · 모리노미야 · 나가타 · 이코마 · 갓켄나라토미가오카 방면 |
| 2    | ■ 주오선 | 혼마치 · 모리노미야 · 나가타 · 이코마 · 갓켄나라토미가오카 방면 |

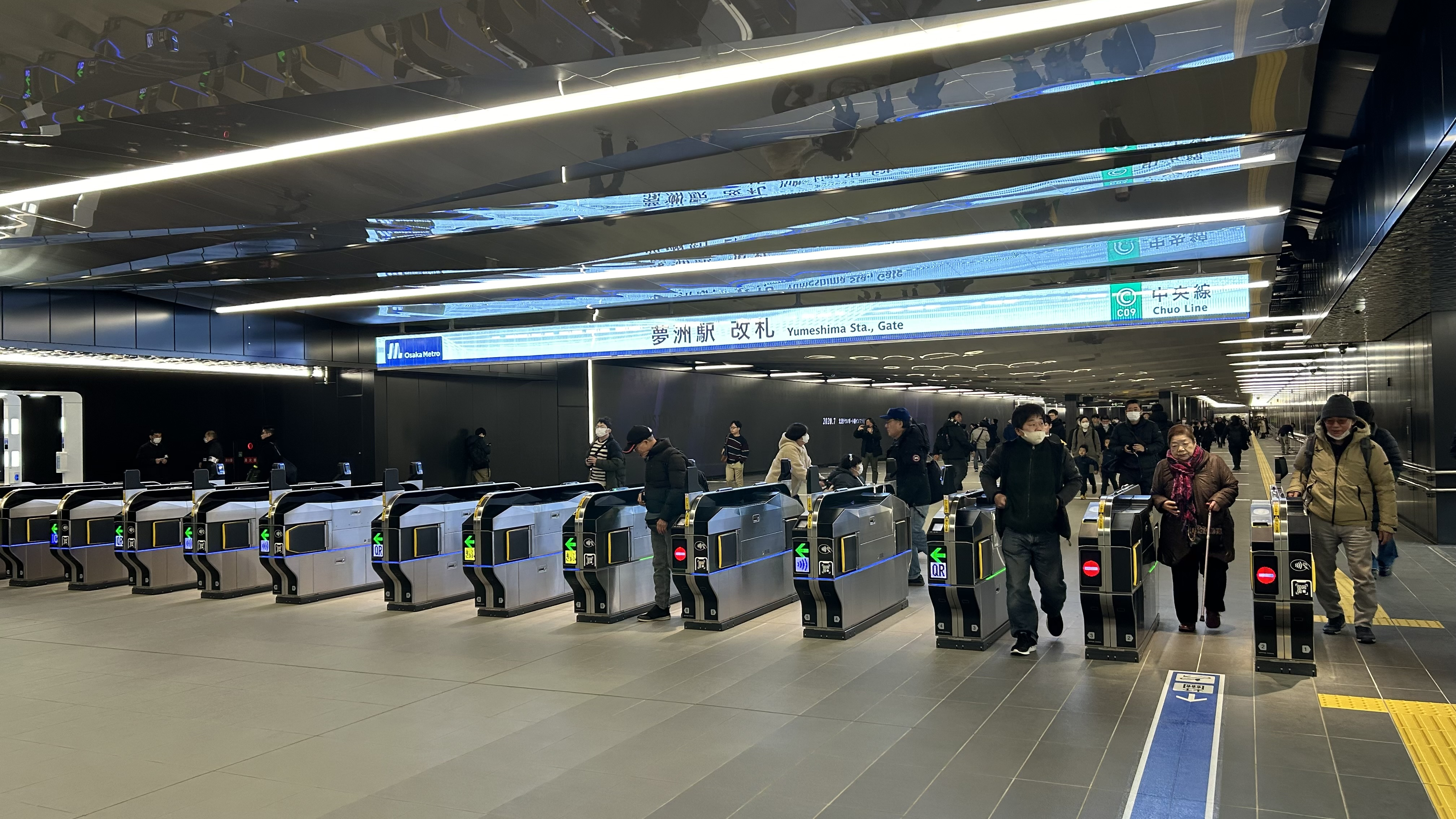
개찰구
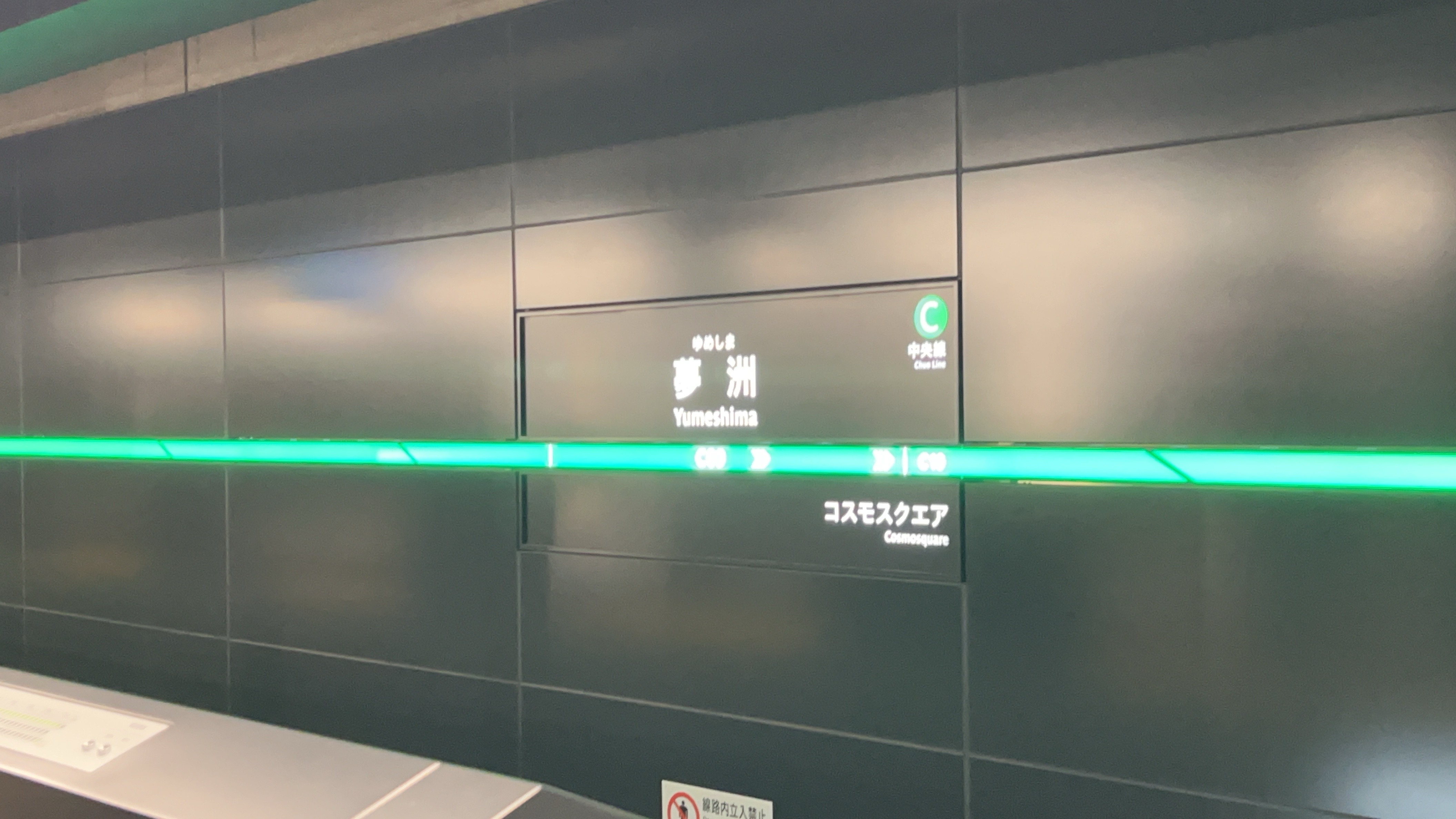
역명 표
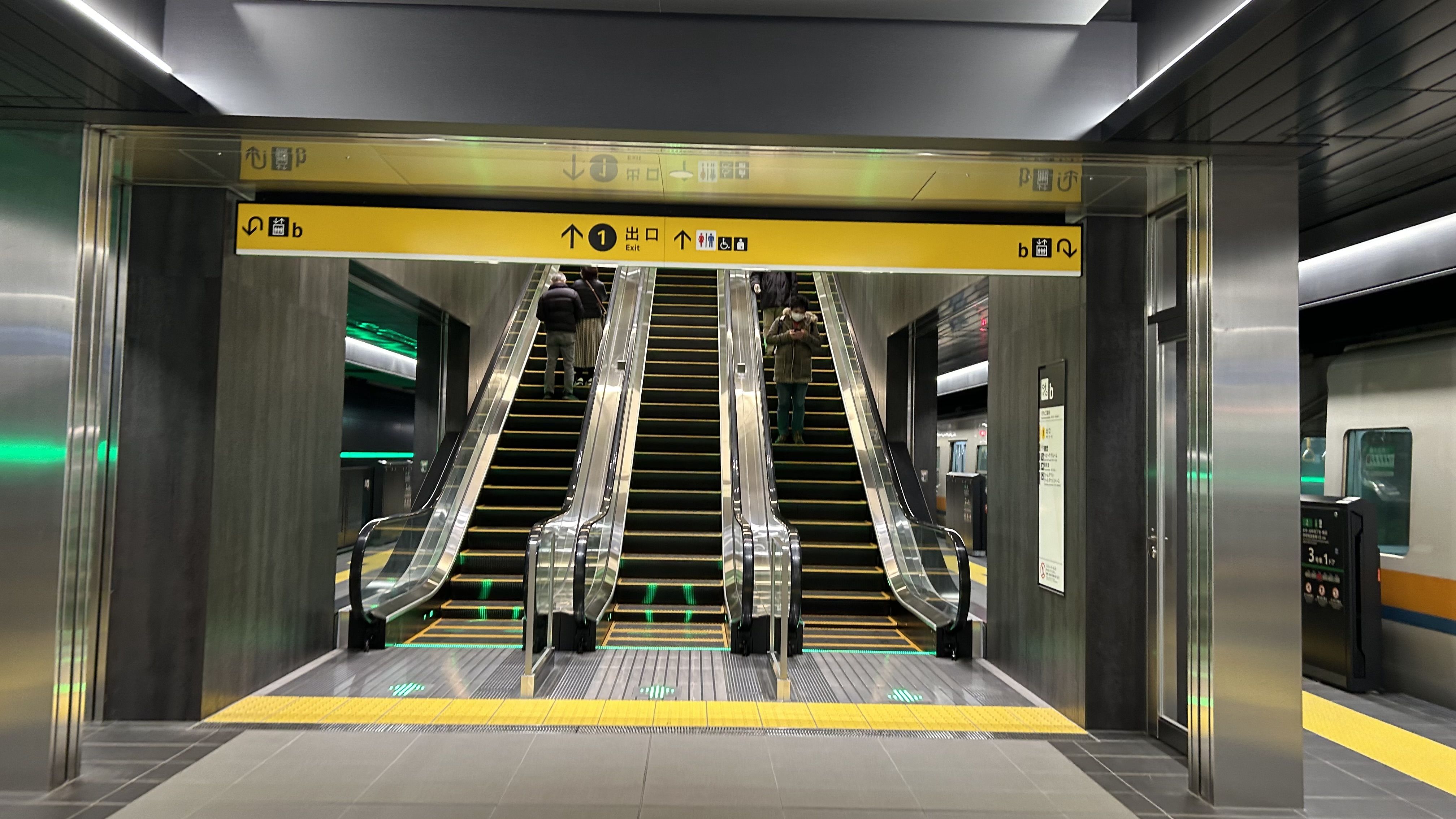
서서 타는 것을 촉진하는 에스컬레이터

### 화장실
화장실은 개찰구 내 안쪽에 있다. 앞쪽부터 수유실, 다기능 화장실, 모든 성별 화장실, 남자 화장실, 여자 화장실 순으로 설치되어 있다.

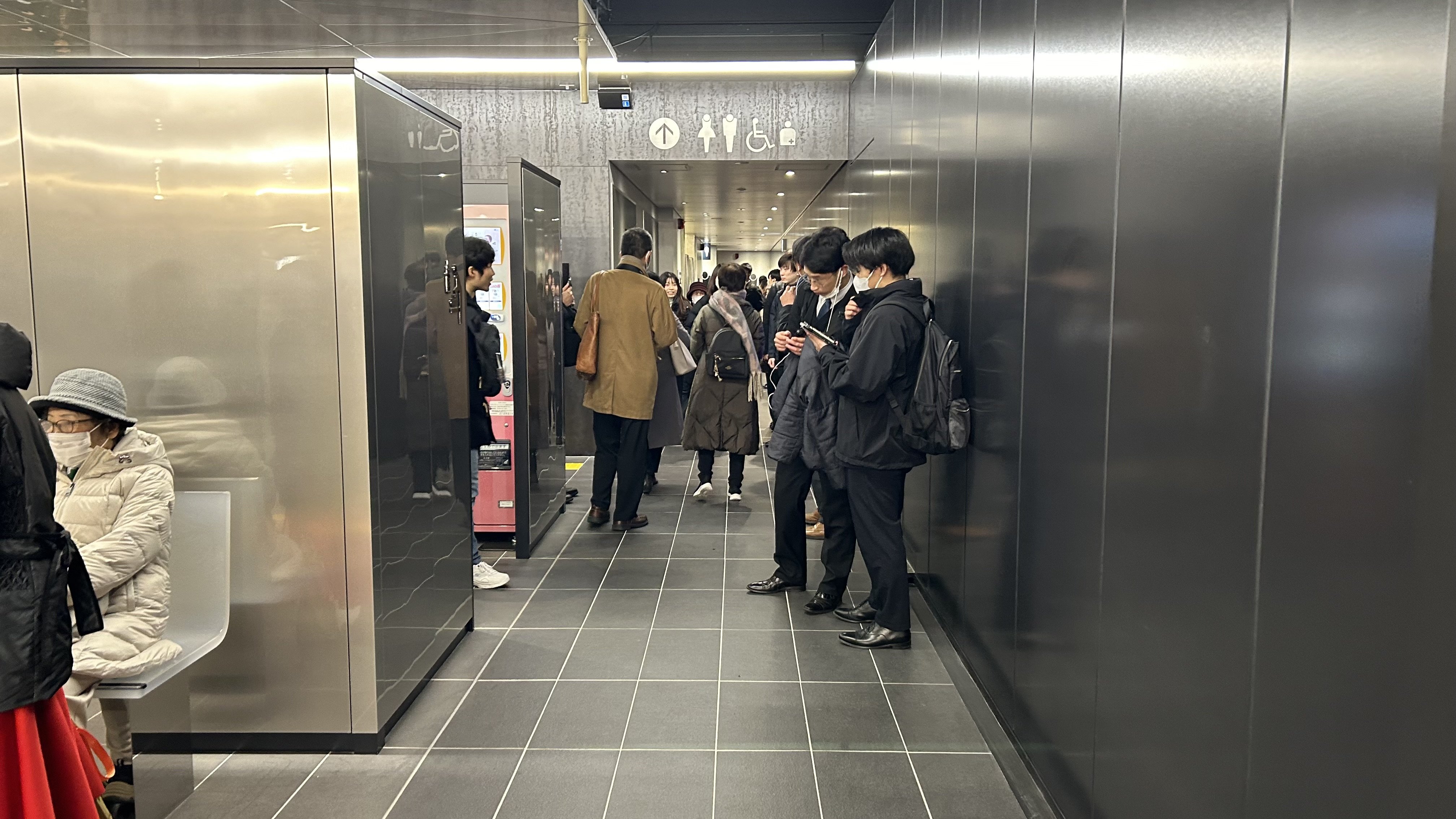
출입구
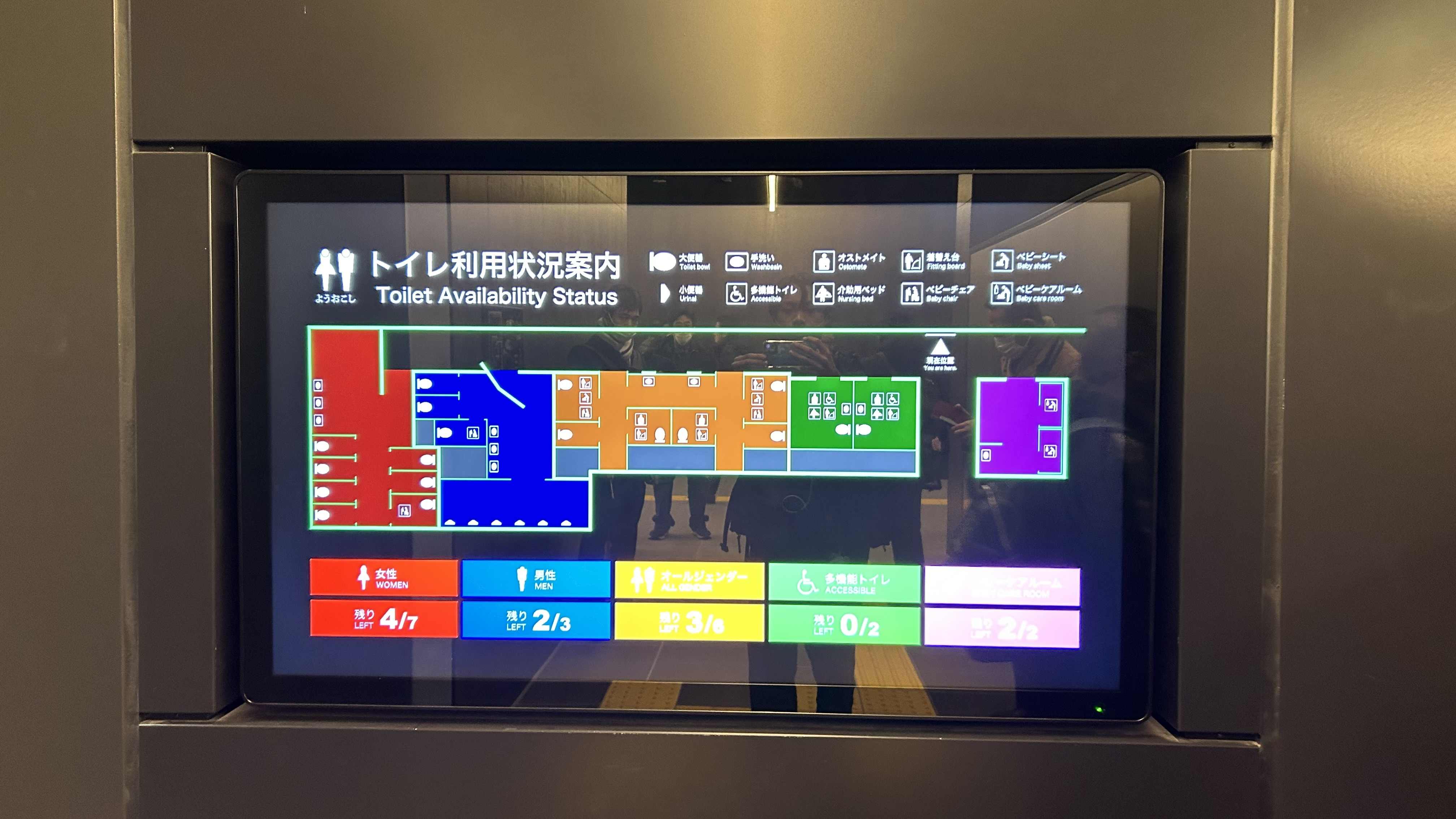
화장실 이용현황 액정 안내
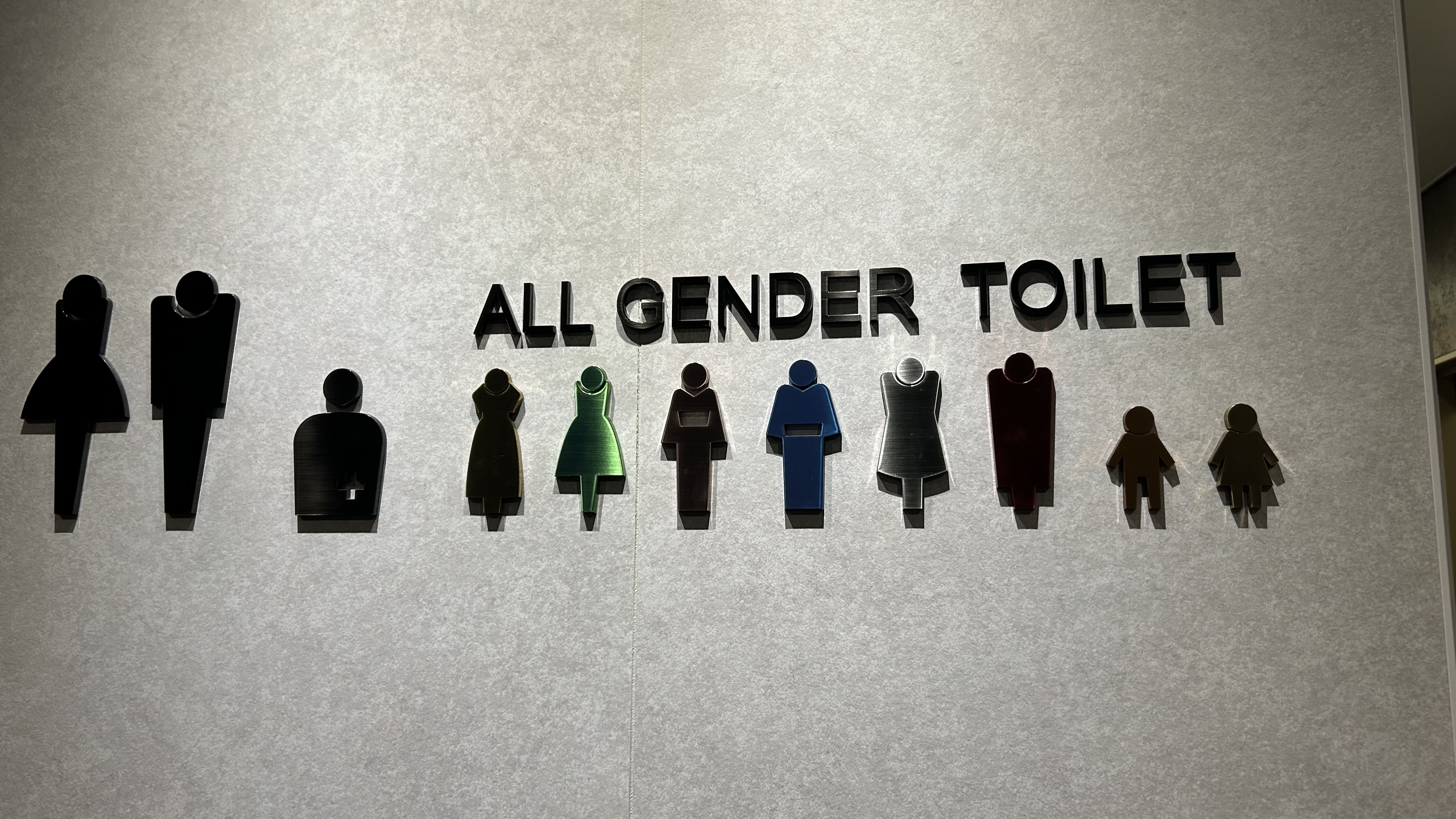
모든 성별 화장실 안내판

## 역사
- 2025년 1월 19일: 개통[2][3].

## 주의
- 엔조이 에코 카드는 이용할 수 없습니다[4].
- 2025년 오사카 간사이만국박람회 개최지 인근 역은 유메시마역인데, 1970년 오사카 만국박람회 개최지였던 공원(오사카부 스이타시)을 잘못 알고 방문하는 사람들이 잇따르고 있어 만국박람회 기념공원이 주의를 당부하고 나섰다. 오사카 모노레일의 반파쿠키넨코엔역에서 유메시마역까지 이동하는 데 약 1시간이 걸리므로 주의가 필요하다.

## 인접역
| ■ 오사카 메트로 주오선 | ■ 오사카 메트로 주오선 | ■ 오사카 메트로 주오선       |
| ---------------------- | ---------------------- | ---------------------------- |
| 시·종착역              | ■ 오사카 지하철 주오선 | 코스모스퀘어 C10 나가타 방면 |